# 中國香港壘球總會
中國香港壘球總會（Hong Kong China Softball Association），原名香港壘球總會（Hong Kong Softball Association），是專門管轄香港壘球事務的組織。該組織成立於1937年。現時，香港壘球總會是國際壘球總會和亞洲壘球總會的成員，旗下的主要比賽是香港壘球聯賽、全港青少年新秀賽和大專壘球賽。自1961年起，本會成為國際壘球總會(ISF)和亞洲壘球總會(SCA)的成員，及在同年12月，壘球比賽開始轉移至現時的天光道壘球場。
香港壘球總會在1937年成立，起初球場位於京士柏公園舊址，球員多以外籍人士及美國水兵為主。及至1961年，壘球場遷至現址九龍天光道。
自1992年起，香港壘球總會始與學界體育聯會合辦全港學界壘球英賽，將壘球普及化。
現時香港壘球總會的會員人數經已超過2000人，隊伍數目超過100隊，主要的比賽場地是天光道壘球場及石硤尾配水庫遊樂場。

## 資料來源
1. ↑  .   [2016-09-07]. （原始内容存档于2016-08-25）.

## 外部連結
- 官方网站 （页面存档备份，存于）